# Edward Smith-Stanley
Edward George Geoffrey Smith-Stanley, comte de Derby, baró Stanley de Bickerstaffe KG PC (Knowsley Park, Lancashire, 29 de març de 1799 - Knowsley Park, 23 d'octubre de 1869), va ser un polític anglès, tres vegades Primer Ministre del Regne Unit, i fins ara, el membre que més ha durat com a líder del Partit Conservador britànic. Va ser conegut com a Edward Stanley fins a 1834, com a Lord Stanley entre 1834 i 1851, i des de llavors fins a la seva mort, com a comte Stanley.
Tot i que cada un dels seus mandats no van arribar a durar més de dos anys consecutius, i en total va governar menys que molts altres Primers Ministres, és un dels quatre que han regit durant tres o més mandats durant períodes no consecutius.
Va ser fill d'Edward Smith-Stanley, 13è comte de Derby i Charlotte Margaret Hornby, filla del Reverend Geoffrey Hornby.

## Biografia
Stanley va néixer en una adinerada família de terratinents, de Knowsley Hall a Lancashire. Stanley va ser educat a Eton i en l'Església de Crist, d'Oxford.
El seu primer fill va ser Edward Henry Stanley, 15è comte de Derby. El seu segon fill Frederick Arthur Stanley, un dels Governadors del Canadà i General, la Copa Stanley porta el seu nom, en el seu honor.

### Primer govern de Derby
El liberal Whig Lord John Russell va destituir al seu Secretari d'Estat d'Afers Exteriors i de la Commonwealth Henry John Temple Lord Palmerston a finals de 1851, i aquest es va unir a l'oposició, fent caure el govern de Russell liderant l'atac a la seva Llei de Milícia, que va condemnar com una resposta ineficient a l'amenaça d'agressió per part de França després del Cop d'Estat francès de 1851 de Lluís Napoleó, sent substituït pel conservador Lord Derby. Derby va formar un Govern en minoria al febrer de 1852 i va dimitir en desembre en perdre una moció de confiança per tirar endavant el pressupost proteccionista que havia preparat Benjamin Disraeli.
Després que Felice Orsini intentés assassinar Napoleó III amb una bomba fabricada a Gran Bretanya, els francesos es van indignar exigint que no concedís asil a als atacants i l'ambaixador francès va rebre l'ordre de fer presentacions sobre l'incident al Parlament. Per tal de preservar bones relacions amb França, el primer ministre Lord Palmerston va presentar un projecte de llei per convertir en delicte conspirar a Gran Bretanya per assassinar algú a l'estranger. La conducta britànica va ser durament criticada pels mitjans francesos i els delegats dels militars francesos que va rebre l'emperador francès, provocant la ira entre els britànics, que lord Derby va aprofitar per proposar una esmena al projecte de llei, que Palmerston va perdre per dinou vot i el febrer de 1858 es va veure obligat a dimitir.

### Segon govern de Derby
Smith-Stanley va formar un nou govern, després de la dimissió del Primer Ministre Henry John Temple Lord Palmerston. Tot i certs èxits, entre els quals va destacar el control directe de l'Índia després de la rebel·lió índia de 1857, no va arribar a durar un any en caure per una moció de censura promoguda per alguns peelites, radicals i whigs, que va conduir al segon govern de Henry John Temple i la constitució del Partit Liberal.

### Tercer govern de Derby
Després d'un nou fracàs del segon govern de Lord John Russell, Derby va crear un nou govern el 1866. La mort de Henry John Temple Lord Palmerston va permetre impulsar la reforma de la llei electoral en 1867 atorgant per primera vegada el dret a vot a part de la classe treballadora masculina urbana a Anglaterra i Gal·les, estenent el dret de vot des dels terratinents de propietats plenes per sobre d'un cert valor fins als arrendataris i llogaters, i provocant l'oposició de part del propi Partit Liberal. Al començament de 1868, Derby, malalt, es va retirar de la vida política, cedint-li el càrrec a Benjamin Disraeli.